# Mark Sandman
Mark Sandman (Newton (Massachusetts), 24 september 1952 – Palestrina (Italië), 3 juli 1999) was een Amerikaans muzikant. Hij werd vooral bekend als zanger, bassist, tekstschrijver, componist en oprichter van de cultband Morphine in 1989.

## Periode tot 1984
Over Sandmans leven buiten de muziek is zeer weinig bekend. Hij was afkomstig van een joodse familie en studeerde aan de Universiteit van Massachusetts. Na zijn studie ging hij thuis weg en had hij verschillende banen. Het langst werkte hij in de visserij.

## Muziek
Anders dan de meeste muzikanten, begon Mark Sandman pas laat met zijn muzikale carrière.
In 1984 richtte hij de band Treat Her Right op, een bluesrockgroep. De groep bracht drie albums uit, in 1986, 1989 en 1991. In 1995 maakte de groep een comeback, doch zonder Sandman.
Kortstondig vormde hij dan samen met Chris Ballew van The Presidents of the United States of America het duo Supergroup. Daarnaast was hij kortstondig lid van andere groepen, waaronder Treat Her Right, Candy Bar en The Hypnosonics.
Het meest bekend werd hij als oprichter en lid van Morphine. Mark Sandman trad ook solo op, onder meer in 1998 op het Crossing Border festival te Den Haag.
Verder is hij oprichter van het onafhankelijk platenlabel en opnamestudio Hi-Dry.

## Overlijden en drugsgebruik
Sandman overleed op 3 juli 1999 ten gevolge van een hartinfarct tijdens een optreden in Palestrina (Italië). Sandman gebruikte heel wat drugs. Een tijdlang was hij verslaafd aan heroïne, maar later hield hij het bij joints en whisky.
In 2011 verscheen een documentaire over het leven en werk van Mark Sandman: Cure for Pain: The Mark Sandman Story, in een regie van Robert Bralver en David Ferino.
- International Standard Name Identifier: 0000 0000 4652 7124
- Library of Congress Control Number: no2007040784
- MusicBrainz: bdb7b3b2-de80-4a9d-8056-07f706cb2941
- Nationale Bibliotheek van Tsjechië: xx0181473
- Nederlandse Thesaurus van Auteursnamen: 370124030
- Virtual International Authority File: 44074206
- WorldCat: E39PBJwhF9gHJH4wBg9WMvGGpP